# Morten Kalvenes
Morten Kalvenes (14 maggio 1971) è un ex calciatore e allenatore di calcio norvegese, assistente allenatore dell'AIK.

## Biografia
È il fratello di Christian Kalvenes, ex calciatore professionista.

## Carriera

### Giocatore
Da calciatore, Kalvenes ha vestito le maglie di Varegg e Ny-Krohnborg.

### Allenatore
Nel 2001, è stato chiamato a guidare una squadra giovanile del Løv-Ham. Nel 2002 è diventato assistente di Espen Steffensen al Varegg, diventando poi allenatore della squadra a partire dal 2004, quando questi ha lasciato il club. Nel 2005 è stato allenatore dell'Hovding.
Kalvenes è diventato allenatore della sezione femminile dell'Arna-Bjørnar a partire dal 2006. Ha ricoperto questo incarico fino al termine del campionato 2014, quando ha lasciato la squadra per diventare assistente di Kjetil Knutsen all'Åsane, compagine militante nella 1. divisjon maschile. Il 27 ottobre 2016 è stato reso noto che Kalvenes avrebbe lasciato l'Åsane, entrando nello staff tecnico del Brann a partire dal 1º gennaio 2017.
Tra il 2019 e il 2023 è stato assistente allenatore al Bodø/Glimt, riunendosi così al capo allenatore Kjetil Knutsen con cui aveva già lavorato ai tempi dell'Åsane. Dal gennaio 2024 ha fatto parte dello staff del club giapponese dell'Urawa Red Diamonds guidato in panchina dal connazionale Per-Mathias Høgmo, fino all'esonero di entrambi avvenuto il 27 agosto.
Il 1º ottobre 2024 è stato chiamato alla guida del Sogndal, in 1. divisjon, fino al termine della stagione.
Dal gennaio 2025 è diventato un nuovo assistente dell'AIK, squadra svedese allenata dal faroese Mikkjal Thomassen.